# Pelecanoididae
Famille
Genre
Les Pelecanoididae (ou pélécanoïdidés en français) sont une famille d'oiseaux de mer comprenant quatre espèces de puffinures, aussi appelés « pétrels-plongeurs ».

## Liste des espèces
D'après la classification de référence (version 14.1, 2024) de l'Union internationale des ornithologues, il y a 4 espèces du genre Pelecanoides (ordre phylogénique) :
- Pelecanoides garnotii (Lesson, RP & Garnot 1828) – Puffinure de Garnot ;
- Pelecanoides magellani (Mathews, 1912) – Puffinure de Magellan ;
- Pelecanoides georgicus Murphy & Harper, 1916 – Puffinure de Géorgie du Sud ;
- Pelecanoides urinatrix (Gmelin, 1789) – Puffinure plongeur.